# Бурвайлер

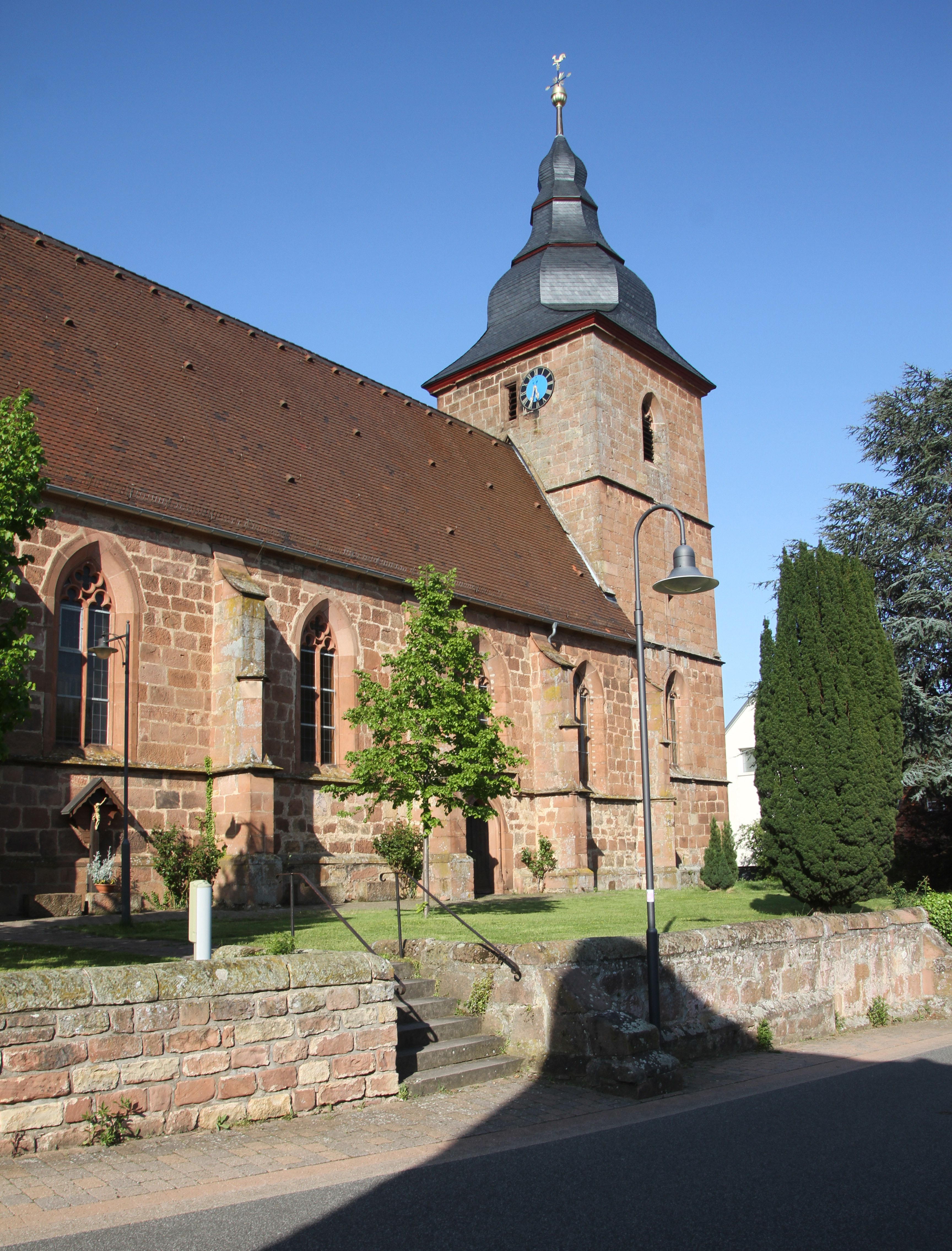

Бурвайлер (нем. Burrweiler) — коммуна в Германии, в земле Рейнланд-Пфальц. 
Входит в состав района Южный Вайнштрассе. Подчиняется управлению Эденкобен.  Население составляет 822 человека (на 31 декабря 2010 года). Занимает площадь 6,29 км².